# 서초패왕 (영화)
서초패왕(西楚覇王: The Great Conqueror's Concubine)은 홍콩에서 제작된 세기연 감독의 1994년 전쟁, 액션, 드라마 영화이다. 공리 등이 주연으로 출연하였다.

## 출연

### 주연
- 공리
- 여량위

### 조연
- 관지림
- 서금강
- 오흥국
- 장풍의
- 진송용
- 유순
- 엽전진

## 제작진
- 미술: Kwan Kit Mok
- 의상: Kwan Kit Mok